# Guzmania nicaraguensis
Guzmania nicaraguensis là một loài thực vật có hoa trong họ Bromeliaceae. Loài này được Mez & C.F.Baker mô tả khoa học đầu tiên năm 1903.